# Hermanovce nad Topľou
Hermanovce nad Topľou jsou obec na Slovensku v okrese Vranov nad Topľou. Žije zde 688 obyvatel.

## Přírodní poměry
Obcí protéká Hermanovský potok. Na území obce jsou:
- Šimonka – geomorfologický podcelek Slanských vrchů, dříve Prešovské vrchy,
- nejvyšší hora Slanských vrchů a celého geomorfologického celku Matransko-slanská oblast - Šimonka (1 092 m n. m.),
- národní přírodní rezervace Šimonka,
- národní přírodní rezervace Oblík,
- národní přírodní rezervace Hermanovské skály,
- přírodní rezervace s názvem „Pralesy Slovenska - Čierna hora“.[2]

## Historie
Nejstarší zachovaná písemná zmínka o obci je z roku 1399. Obec byla založena šoltýsem Hermannem, podle kterého nese i název.
Potok protékající obcí (Hermanovský) byl do roku 1882 součástí hranice mezi Šarišskou a Zemplínskou stolicí a zároveň do té doby existovaly samostatné dvě stejnojmenné obce, jedna v Šariši, druhá již v Zemplíně. Po tomto roce sjednocená obec spadala do Šarišské stolice.

## Pamětihodnosti a sakrální stavby
- Archeologická lokalita Oblík (národní kulturní památka) – bylo zde výšinné pravěké sídliště, které zaniklo ve středověku.[3]
- Římskokatolický kostel sv. Jakuba staršího, jednolodní barokní stavba se segmentovým ukončením presbytáře a představenou věží, z období kolem roku 1650. Původní patrocinium bylo Nejsvětější Trojice. V období let 1666-1717 byl kostel evangelický. V roce 1860 byl obnoven. Věž byla přistavěna v roce 1864. Posledními úpravami prošel v roce 2020.[4] Zařízení kostela je novodobé. Fasády jsou členěny opěrnými pilíři a půlkruhově ukončenými okny, věž je ukončena jehlancovou helmicí.
- Evangelický kostel z roku 1993.[5]